# 矩叶垂头菊
矩叶垂头菊（学名：Cremanthodium oblongatum）是菊科垂头菊属的植物。分布于尼泊尔、锡金以及中国大陆的西藏等地，生长于海拔4,500米至5,300米的地区，多生在高山草地以及高山流石滩，目前尚未由人工引种栽培。